# Lions Baseball und Softball Club
Le Lions Baseball-und Softball-Club est un club de baseball suisse de la ville de Zurich évoluant en Ligue Nationale B, la deuxième division du baseball helvétique.

## Histoire
Le club est fondé en 1983.

## Palmarès
- Champion de LNA: 1985, 1987, 1989.
- Champion de LNB: 1992, 2008.
- Champion de 1 liga: 2005.